# Consol Martínez Bella
Consol Martínez Bella (Xàtiva, 1966) és una poeta i fotògrafa valenciana. És llicenciada en filosofia per la Universitat de València i ha treballat com a tècnica lingüística, traductora i professora de valencià. El 1997 va guanyar premi de Poesia Caterina Albert i Paradís. També ha rebut els premis de poesia Jaume Bru i Vidal (2003), Santa Perpètua de Mogoda (2008) i Ciutat de Torrent (2018). L'any 2018 va publicar el llibre Invers en què els poemes es combinen amb fotografies. El 2019 va guanyar el Premi de poesia Maria Mercè Marçal amb el poemari Ingravideses.

## Obra publicada[calcitació]
- 2003 Interludi, Brosquil Edicions
- 2010 Interval, Ajuntament de Santa Perpètua de Mogoda
- 2018 Invers, Edicions 96[3]
- 2019 Instantànies, Tabarca Edicions

Obres col·lectives
- 2008 Eròtiques i despentinades, Arola Editors
- 2018 Amors sense casa. Poesia LGBTQ catalana[5]

## Premis
- 1997 Premi de Poesia Caterina Albert i Paradís, per A destemps[2]
- 2003 VI Premi de Poesia Jaume Bru i Vidal de Sagunt, per Interludi[2]
- 2018 Premi Ciutat de Torrent de poesia, per Instantànies[6]
- 2019 XXI Premi de poesia Maria Mercè Marçal, per Ingravideses[4]